# Stadtvogteiamt Eschenbach
Das Stadtvogteiamt Eschenbach war ein Amt der Deutschordenskommende Nürnberg.
Ursprünglich war Eschenbach eine Deutschordenskommende. Zwischen 1306 und 1315 verlor die Kommende ihre Selbständigkeit und wurde der Deutschordenskommende Nürnberg angegliedert.
Laut dem Salbuch der Deutschordenskommende Nürnberg aus dem Jahre 1343 war das Stadtvogteiamt in folgenden Orten begütert: Alberndorf, Ballmannshof, Bammersdorf, Biederbach, Brombach, Elpersdorf bei Windsbach, Fischbach, Gerbersdorf, Großbreitenbronn, Kaltengreuth, Kirschendorf, Kleinbreitenbronn, Leidendorf, Merkendorf, Mitteleschenbach, Neuses, Reutern, Sallmannshof, Waizendorf, Winkelhaid, Wöltendorf.
Gegen Ende des 18. Jahrhunderts lässt sich das Stadtvogteiamt Eschenbach folgendermaßen beschreiben:
Die Landesherrschaft (Hochgericht, Niedergericht außerhalb des Etters, Kirchenhoheit, Steuerhoheit u. a.) erstreckte sich nur auf Eschenbach im vollen Umfang. In Adelmannsdorf, Biederbach, Gotzendorf, Reutern, Sallmannshof, Waizendorf, Wöltendorf hatte es die Dorf- und Gemeindeherrschaft inne. Diese berechtigte sie zum Niedergericht innerhalb des Etters. Das Hochgericht übte jedoch das Pflegamt Lichtenau (Gotzendorf) bzw. das Kasten- und Stadtvogteiamt Windsbach (übrige Orte) aus.
Das Stadtvogteiamt Eschenbach hatte in folgenden Orten Grundherrschaften (in Klammern ist die Zahl der Anwesen angegeben):
- Unmittelbar: Wolframs-Eschenbach (171), Adelmannsdorf (1), Ballmannshof (1), Biederbach (18), Dürrenmungenau (2), Elpersdorf bei Windsbach (2), Fischbach (1), Gerbersdorf (2), Gotzendorf (8), Kirschendorf (1), Mitteleschenbach (2), Mörlach (4), Neuses (1), Reutern (10), Sallmannshof (4), Speckheim (1), Steinbach (2), Unterrottmannsdorf (3), Waizendorf (13), Wallersdorf (1), Winkelhaid (1), Wöltendorf (1).
- Mittelbar: Almosenamt Eschenbach: Wöltendorf (1); Kirche Stadt Eschenbach: Biederbach (2), Sauernheim (1); Pfarr- und Pfründestiftung Eschenbach: Adelmannsdorf (5), Fischbach (1), Herpersdorf (1), Neuses (1), Unterrottmannsdorf (2), Waizendorf (1), Wattenbach (1), Zandt (1); Elisabethspital Nürnberg: Gotzendorf (1); Pfarrei Weißenkirchberg: Brunst (9)[3].

In allen Orten waren auch Fremdherren begütert.
1806 wurde die Deutschordenskommende Nürnberg, und damit auch das Amt Eschenbach, aufgehoben und dem Königreich Bayern einverleibt. Das Amt Eschenbach war nun Teil des Landgerichtes Heilsbronn.